# MPS Records
MPS Records (MPS staat voor Musik Produktion Schwarzwald) was een Duits platenlabel, waarop jazzplaten uitkwamen. Het label was de opvolger van SABA Records en werd in 1968 in Villingen opgericht door Hans Georg Brunner-Schwer. Het was het eerste Duitse platenlabel dat zich exclusief toelegde op jazzmuziek: van swing tot en met jazzrock, free jazz en de voorlopers van ethno-jazz.
Het label bracht platen uit van onder meer Oscar Peterson, Hans Koller, Horst Jankowski, George Duke, Dizzy Gillespie, Elvin Jones, Monty Alexander, Peter Herbolzheimer, Milt Buckner, Sadi, Baden Powell, Erwin Lehn, Martial Solal, Albert Mangelsdorff, Charlie Mariano, Jean-Luc Ponty, Lee Konitz en Alphonse Mouzon.
De platen kenmerkten zich door een hoge kwaliteit van de opnames waarvan sommige waren gemaakt in Brunner-Schwers huiskamer, en door het aantrekkelijke ontwerp van de hoezen en de gedetailleerde informatie. 
Vanaf 1971 werd het label gedistribueerd door BASF en vanaf 1974 door Metronome Music. In 1983 verkocht Brunner-Schwer de rechten van MPS aan Philips, dat ze later overdeed aan Polydor. In 1993 begon Polydor's sublabel Motor Music sommige opnames op cd uit te brengen. In 1999 begon Universal Music met rereleases. Sinds 2000 heeft Speakers Corner Records MPS-platen uitgebracht op vinyl, met de originele hoesontwerpen.